# Подлесье (Львовский район)
Подлесье (укр. Підлісся) — село в Добросинско-Магеровской сельской общине Львовского района Львовской области Украины.
Население по переписи 2001 года составляло 452 человека. Занимает площадь 11,78 км². Почтовый индекс — 80327. Телефонный код — 3252.

## История
В 1993 г. селу возвращено историческое название.